# Straight to Hell (Ozzy Osbourne)
Straight to Hell è un singolo del cantautore britannico Ozzy Osbourne, pubblicato il 22 novembre 2019 come secondo estratto dall'undicesimo album in studio Ordinary Man ed è la prima traccia dell'album.

## Tracce
Testi e musiche di Ozzy Osbourne, Chad Smith, Duff McKagan e Andrew Watt.
1. Straight to Hell – 3:45

## Formazione
- Ozzy Osbourne – voce
- Andrew Watt –  cori
- Slash – chitarra
- Duff McKagan – basso
- Chad Smith – batteria
- Charlie Puth – tastiera
- Caesar Edmunds – programmazione synth bass
- Louis Bell – programmazione
- Lucius – cori

Coro
- London Voices
- Amy Lyddon
- Clara Sanabras
- Hannah Cooke
- Jo Marshall
- Lucius
- John Evanson
- Michael Dore
- Nicholas Garrett
- Peter Snipp
- Grace Davidson
- Joanna Forbes L'Estrange
- Sara Davey
- Sarah Eyden
- Christopher Hann
- Gareth Treseder
- John Bowen
- Richard Eteson